# Веселе (Чугуївський район)
Весéле (до 2016 року — Радго́спне) — село в Україні, у Зміївській міській громаді Чугуївського району Харківської області. Населення становить 4 особи. До 2020 року орган місцевого самоврядування — Таранівська сільська рада.

## Географія
Село Веселе розташоване за 63 км від обласного центру, 95 км від районного центру,  27 км від адміністративного центру міської громади. Найближчі сусідні села за 2,5 км — Безпалівка та Роздольне.

## Історія
Село засноване 1689 року.
В 2010 році постановою Харківської обласної ради селище Радгоспне стало селом.
19 травня 2016 року Верховна Рада підтримала перейменування села Радгоспне на Веселе. 3 червня 2016 року перейменування набуло чинності.
12 червня 2020 року, відповідно до Розпорядження Кабінету Міністрів України  № 725-р «Про визначення адміністративних центрів та затвердження територій територіальних громад Харківської області», Таранівська сільська рада об'єднана із Зміївською міською громадою.
19 липня 2020 року, в результаті адміністративно-територіальної реформи та ліквідації Зміївського району, село увійшло до складу Чугуївського району Харківської області.

## Населення

### Мова
Розподіл населення за рідною мовою за даними перепису 2001 року:
| Мова       | Кількість | Відсоток |
| ---------- | --------- | -------- |
| українська | 4         | 100%     |